# Departure (Gary Burton)
Departure is een studioalbum van Gary Burton and friends. Het album is opgenomen op 20 tot en met 22 september 1996 in de geluidsstudio Sound on Sound in New York. Het was zijn eerste album onder eigen naam voor Concord Jazz.

## Musici
- Gary Burton – vibrafoon
- John Scofield – gitaar
- John Patitucci – basgitaar
- Fred Hersch – piano
- Peter Erskine – slagwerk

## Muziek
| Nr. | Titel                                                              | Duur |
| --- | ------------------------------------------------------------------ | ---- |
| 1.  | September song (Maxwell Anderson, Kurt Weill)                      | 5:10 |
| 2.  | Poinciana (Nat Simon, Buddy Bernier)                               | 8:23 |
| 3.  | Depk (Duke Ellington, Billy Strayhorn)                             | 4:59 |
| 4.  | Tenderly (Jack Lawrence, Walter Gross)                             | 5:47 |
| 5.  | If I were a bell (Frank Loesser)                                   | 6:32 |
| 6.  | For all we know (Sam K. Lewis, J. Fred Coots)                      | 6:53 |
| 7.  | Japanese walz (Chick Corea)                                        | 6:10 |
| 8.  | Tossed salads and scrumbled eggs (Darryl Phinnessee, Bruce Miller) | 5:16 |
| 9.  | Born to be blue (Robert Wells, Mel Tormé)                          | 7:02 |
| 10. | Ecorah (Horace Silver)                                             | 8:15 |

Tossed salads and scrumbled eggs (in een andere uitvoering) is de herkenningsmelodie van Frasier.